# В опасном положении
«В опасном положении», другой перевод «В опасности» (англ. Out on a Limb — американская комедия Франсиса Вебера. Фильм был выпущен Universal Pictures 4 сентября 1992 года. Это первый фильм, в котором Мэттью Бродерик и Джеффри Джонс снялись вместе с момента выхода фильма «Феррис Бьюллер берёт выходной» шесть лет назад. Это также первый фильм, который режиссёр Франсис Вебер снял не по своему сценарию.

## Сюжет
Успешный бизнесмен Билл Кэмпбелл (Мэттью Бродерик) вернулся в свой родной город Баззо по просьбе своей младшей сестры Марси (Кортни Пелдон), которая убеждена, что их отчим, мэр Ван Дер Хейвен (Джеффри Джонс), был убит и заменён его братом-близнецом Мэттом Скернсом.
По дороге в Баззо машина и одежда Билла (включая его кошелёк, в котором находится важный контактный номер) украдены женщиной по имени Салли (Хайди Клинг), и он вынужден путешествовать автостопом до дома голым, где его забирают два пьяных брата — оба по имени Джим (Майкл Монкс и Джон С. Райли). В течение дня Кэмпбелл должен найти Салли, забрать свой кошелёк и избежать преследований Мэтта Скернса, который ждёт денежной компенсации после того, как провёл 15 лет в тюрьме за преступление, совершённое его братом-близнецом.
Фильм заканчивается тем, что Скернс съезжает со скалы в каньон. Марси, которая рассказывает своим одноклассникам о случившемся, знакомит их со своим братом и его женой Салли. Марси также рассказывает своим одноклассникам, что братьев Джима поздравляют как героев за попытку привлечь преступника к ответственности. Оба получили работу в качестве информаторов ФБР.

## В ролях
- Мэттью Бродерик — Билл Кэмпбелл
- Джеффри Джонс — Мэтт Скернс / Питер ван дер Хэйвен
- Хайди Клинг — Салли
- Джон С. Райли — Джим-младший
- Майкл Монкс — Джим-старший
- Кортни Пелдон — Марси Кэмпбелл
- Ларри Хэнкин — офицер Даррен
- Нэнси Ленехан — мисс Клейтон

## Отзывы
Фильм получил низкие оценки и негативные отзывы кинокритиков.